# Tiger Arena
El Tiger Arena es un pabellón deportivo de 6000 asientos y multiusos en Savannah, Georgia, al sur de los Estados Unidos. Es el estadio de los equipos de baloncesto y voleibol Tigres Savannah State University. Tiger Arena ha acogido previamente a los chicos de la Asociación de Escuelas Secundarias de Georgia( primera ronda ), el juego de la estrellas de la Georgia Athletic Coaches Association's North-South (2003-2008 ), y el torneo de Savannah Holiday Classic de baloncesto. También es de un equipo de fútbol sala.
El centro fue inaugurado en 2000 y su edificación costó 9,6 millones de dólares. Sustituyó Wilcox Gymnasium , un complejo deportivo construido en 1936.